# サブリナ・シズエ・マッケンナ
サブリナ・シズエ・マッケンナ（Sabrina Shizue McKenna、1957年10月7日 - ）は、アメリカ合衆国ハワイ州の裁判官、元グラビアアイドル。2011年2月16日から、ハワイ州最高裁判所の判事を務めている。1970年代後半には、日本で水着キャンペーンガールの仕事をしていた。

## 幼少年期と教育
マッケンナは1957年10月7日、東京都で生まれた。父はアメリカ合衆国中西部出身の教授であり、母は日本人であった。マッケンナの父は、彼女が9歳の時に死んだ。マッケンナは東京の横田飛行場内の高校を卒業した。
マッケンナはハワイ大学マノア校に入学し、ハワイ・レインボー・ワヒネの女子バスケットボールチームでプレーした。彼女はタイトル・ナインの恩恵を最初に受けた一人であった。彼女は日本語で学士号を取り、ウィリアム・S・リチャードソンロースクール（ハワイ・ロースクール）から法務博士号を授与された。
マッケンナは「スケール抜群のプロポーション」を生かし、日本で水着キャンペーンガールの仕事も行なった。1977年にはアグネス・ラムに次いで2代目の旭化成水着キャンペーンモデルに選ばれた。当時マッケンナは19歳の大学3年生で身長171、バスト91、ウエスト65、ヒップ93センチメートル。「明るくてすなおな性格、とても気持のいいコ」と評され、GEエアコン「スキニー」の広告も行なった。

## 弁護士と裁判官の仕事
マッケンナは1987年まで、グッドシル・アンダーソン・クイン＆スタイフルのアソシエイトを務め、それから1990年までオタカ社で法律顧問を務めた。彼女はハワイロースクールのアシスタント・プロフェッサーになり、1993年11月30日に地方裁判所判事に指名され、1995年6月29日に巡回裁判所判事に昇格した。
マッケンナはハワイ州選出の2人の上院議員、ダニエル・イノウエとダニエル・K・アカカにより、合衆国ハワイ地区地方裁判所の司法欠員を埋めるために、バラク・オバマ大統領に推薦された3人の候補者の1人であったが、マッケンナは推薦を断ったので、2010年4月にレスリー・E・コバヤシが推薦された。
2011年1月25日、ハワイ州知事ニール・アバークロンビーはマッケンナをハワイ州最高裁判所の判事に推薦した。ハワイ州議会上院司法委員会は2月4日に彼女の推薦についてヒアリングを行い、5-0で本会議に上程することを可決した。司法委員会には彼女の推薦への敬意をもって100人以上の証言が提出され、その大半はマッケンナを支持するものであった。5人の証言者はマッケンナの指名に反対し、そのうち4人は彼女の性的指向を理由とした。2011年2月16日、ハワイ州議会上院は投票の結果、23-0で彼女の推薦を承認した。

## 私生活
マッケンナには3人の子供がいる。マッケンナはハワイ州最高裁判所で初めて同性愛者であることを公表した判事である。彼女はアメリカ合衆国でLGBTを公表した州最高裁判所の現職の判事12人の1人である。